# Celtic FC
The Celtic Football Club (/ˈsɛltɪk/), cunoscut și ca Celtic Glasgow, este un club de fotbal din Glasgow, Scoția, fondat în anul 1887. A câștigat de 54 de ori campionatul Scoției, ultima oară în 2024, și de 41 de ori Cupa Scoției. Stadionul pe care își dispută meciurile de acasă, Celtic Park este cel mai mare stadion al Scoției, cu o capacitate de 60.837 de locuri.
În 1967, Celtic a devenit prima echipă britanică și singura echipă scoțiană câștigătoare a Cupei Campionilor Europeni. În acel sezon, Celtic a câștigat toate competițiile la care a participat, pe lângă Cupa Campionilor impunându-se în campionatul Scoției, Cupa Scoției, Cupa Ligii Scoției și Cupa Glasgow. A mai jucat o finală a Cupei Campionilor, în 1970, pierdută în fața lui Feyenoord. În 2003, Celtic a ajuns în finala Cupei UEFA, unde a fost învinsă de FC Porto.

## Trofee câștigate

### Intern
- Campionatul Scoției (55): 1892–93, 1893–94, 1895–96, 1897–98, 1904–05, 1905–06, 1906–07, 1907–08, 1908–09, 1909–10, 1913–14, 1914–15, 1915–16, 1916–17, 1918–19, 1921–22, 1925–26, 1935–36, 1937–38, 1953–54, 1965–66, 1966–67, 1967–68, 1968–69, 1969–70, 1970–71, 1971–72, 1972–73, 1973–74, 1976–77, 1978–79, 1980–81, 1981–82, 1985–86, 1987–88, 1997–98, 2000–01, 2001–02, 2003–04, 2005–06, 2006–07, 2007–08, 2011–12, 2012–13, 2013–14, 2014–15, 2015–16, 2016–17, 2017–18, 2018–19, 2019–20, 2021–22, 2022–23, 2023–24, 2024-25

- Cupa Scoției (42-record): 1891–92, 1898–99, 1899–1900, 1903–04, 1906–07, 1907–08, 1910–11, 1911–12, 1913–14, 1922–23, 1924–25, 1926–27, 1930–31, 1932–33, 1936–37, 1950–51, 1953–54, 1964–65, 1966–67, 1968–69, 1970–71, 1971–72, 1973–74, 1974–75, 1976–77, 1979–80, 1984–85, 1987–88, 1988–89, 1994–95, 2000–01, 2003–04, 2004–05, 2006–07, 2010–11, 2012–13, 2016–17, 2017–18, 2018–19, 2019–20, 2022–23, 2023–24

- Cupa Ligii Scoției (22): 1956–57, 1957–58, 1965–66, 1966–67, 1967–68, 1968–69, 1969–70, 1974–75, 1982–83, 1997–98, 1999–2000, 2000–01, 2005–06, 2008–09, 2014–15, 2016–17, 2017–18, 2018–19, 2019–20, 2021–22, 2022–23, 2024–25

### European
- Cupa Campionilor Europeni (1): 1966–67

## Lotul actual
La 27 ianuarie 2025.
| Nr. |                            | Poziție | Jucător                                 |
| --- | -------------------------- | ------- | --------------------------------------- |
| 1   | Danemarca                  | P       | Kasper Schmeichel                       |
| 2   | Canada                     | F       | Alistair Johnston                       |
| 3   | Scoția                     | F       | Greg Taylor                             |
| 5   | Republica Irlanda          | F       | Liam Scales                             |
| 6   | Statele Unite ale Americii | F       | Auston Trusty                           |
| 7   | Honduras                   | A       | Luis Palma                              |
| 9   | Republica Irlanda          | A       | Adam Idah                               |
| 10  | Germania                   | A       | Nicolas Kühn                            |
| 11  | Spania                     | F       | Álex Valle (împrumutat de la Barcelona) |
| 12  | Finlanda                   | P       | Viljami Sinisalo                        |
| 13  | Coreea de Sud              | A       | Yang Hyun-jun                           |
| 14  | Scoția                     | M       | Luke McCowan                            |
| 15  | Norvegia                   | M       | Odin Thiago Holm                        |

| Nr. |                            | Poziție | Jucător                   |
| --- | -------------------------- | ------- | ------------------------- |
| 17  | Polonia                    | F       | Maik Nawrocki             |
| 20  | Statele Unite ale Americii | F       | Cameron Carter-Vickers    |
| 23  | Portugalia                 | A       | Jota                      |
| 27  | Belgia                     | M       | Arne Engels               |
| 28  | Portugalia                 | M       | Paulo Bernardo            |
| 29  | Scoția                     | P       | Scott Bain                |
| 38  | Japonia                    | A       | Daizen Maeda              |
| 41  | Japonia                    | M       | Reo Hatate                |
| 42  | Scoția                     | M       | Callum McGregor (căpitan) |
| 49  | Scoția                     | M       | James Forrest             |
| 56  | Scoția                     | F       | Anthony Ralston           |
| 57  | Scoția                     | F       | Stephen Welsh             |

## Istoric antrenori
| Nume          | Perioada  |
| ------------- | --------- |
| Willie Maley  | 1897–1940 |
| Jimmy McStay  | 1940–1945 |
| Jimmy McGrory | 1945–1965 |
| Jock Stein    | 1965–1978 |
| Billy McNeill | 1978–1983 |
| Billy McNeill | 1987–1991 |
| David Hay     | 1983–1987 |
| Liam Brady    | 1991–1993 |
| Lou Macari    | 1993–1994 |
| Tommy Burns   | 1994–1997 |
| Wim Jansen    | 1997–1998 |

| Nume             | Perioada  |
| ---------------- | --------- |
| Jozef Vengloš    | 1998–1999 |
| John Barnes      | 1999–2000 |
| Martin O'Neill   | 2000–2005 |
| Gordon Strachan  | 2005–2009 |
| Tony Mowbray     | 2009–2010 |
| Neil Lennon      | 2010–2014 |
| Ronny Deila      | 2014–2016 |
| Brendan Rodgers  | 2016–2019 |
| Neil Lennon      | 2019–2021 |
| Ange Postecoglou | 2021–2023 |
| Brendan Rodgers  | 2023–     |